# Pierwouste
Pierwouste, pragębowce, pierwogębe (Protostomia) – klad zwierząt dwubocznie symetrycznych, u których w rozwoju embrionalnym nie wytwarza się wtórny otwór gębowy, a otwór prowadzący do jamy gastruli (pragęba) staje się w rozwoju osobniczym właściwym otworem gębowym. Grupa przeciwstawiana wtóroustym (Deuterostomia), z którymi tworzą dwie ewolucyjne linie wielokomórkowych zwierząt trójwarstwowych (Triploblastica) i dwubocznie symetrycznych (Bilateria). Podział zwierząt zaliczanych do Bilateria na pierwouste i wtórouste wprowadził Karl Grobben w 1908 roku.

## Rozwój zarodkowy
Pierwouste różnią się od wtóroustych:
- pierwszym podziałem zapłodnionego jaja i bruzdkowaniem,
- przeznaczeniem pragęby,
- sposobem powstawania mezodermy (jeśli istnieje w danej grupie).

U pierwoustych wrzeciono podziałowe trzeciego podziału podczas bruzdkowania ustawia się skośnie do długiej osi blastomerów, na skutek czego małe blastomery leżą na granicach dużych. Pragęba przemieszcza się na płaszczyznę równikową zarodka i powstaje z niej otwór gębowy, a po przeciwnej stronie przez zagłębienie ektodermy powstaje odbyt. Mezoderma tworzy się w wyniku podziału komórek, które migrują i ustawiają się między ektodermą i endodermą.
Różnice pomiędzy Protostomia i Deuterostomia na etapie rozwoju zarodkowego:
| Stadium rozwojowe                    | Protostomia (pierwouste) | Deuterostomia (wtórouste)                                           |
| ------------------------------------ | ------------------------ | ------------------------------------------------------------------- |
| bruzdkowanie                         | spiralne                 | promieniste                                                         |
| przekształcenie blastoporu (pragęby) | gęba                     | odbyt                                                               |
| mezoderma                            | wczesna determinacja     | oddzielenie się woreczków mezodermalnych od górnej części prajelita |
| jama ciała                           | schizoceliczna           | enteroceliczna                                                      |

## Systematyka
W tradycyjnej klasyfikacji biologicznej do pierwoustych zaliczana była większość typów zwierząt bezkręgowych:
- płazińce (Platyhelminthes)
- wstężnice (Nemertea)
- szczękogębe (Gnathostomulida)
- wrotki (Rotifera)
- brzuchorzęski (Gastrotricha)
- ryjkogłowy (Kinorhyncha)
- kolczugowce (Loricifera)
- nicienie (Nematoda)
- nitnikowce (Nematomorpha)
- kolcogłowy (Acanthocephala)
- kielichowate (Kamptozoa)
- pierścienice (Annelida)
- niezmogowce (Priapulida)
- sikwiaki (Sipuncula)
- szczetnice (Echiura)
- stawonogi (Arthropoda)
- pazurnice (Onychophora)
- wrzęchy (Pentastomida)
- niesporczaki (Tardigrada)
- mięczaki (Mollusca)
- kryzelnice (Phoronida)
- mszywioły (Bryozoa)
- ramienionogi (Brachiopoda)

Pod koniec XX w. przedstawiono hipotezy podziału pierwoustych na:
- Lophotrochozoa – lofotrochorowce
- Ecdysozoa – wylinkowce